# Бернсайд Тауншип (округ Клірфілд, Пенсільванія)
Бернсайд Тауншип (англ. Burnside Township) — селище (англ. township) в США, в окрузі Клірфілд штату Пенсільванія. Населення — 1055 осіб (2020).

## Демографія
Згідно з переписом 2010 року, у селищі мешкало 1076 осіб у 409 домогосподарствах у складі 299 родин. Було 583 помешкання
Расовий склад населення:
| - 98,8 % — білих - 0,3 % — азіатів - 0,1 % — чорних або афроамериканців |

До двох чи більше рас належало 0,7 %. Частка іспаномовних становила 0,2 % від усіх жителів.
За віковим діапазоном населення розподілялося таким чином: 22,5 % — особи молодші 18 років, 62,1 % — особи у віці 18—64 років, 15,4 % — особи у віці 65 років та старші. Медіана віку мешканця становила 43,5 року. На 100 осіб жіночої статі у селищі припадало 106,5 чоловіків;  на 100 жінок у віці від 18 років та старших — 105,4 чоловіків також старших 18 років.
Середній дохід на одне домашнє господарство  становив 51 113 долари США (медіана — 40 000), а середній дохід на одну сім'ю — 55 258 доларів (медіана — 44 028). Медіана доходів становила 50 208 доларів для чоловіків та 28 750 доларів для жінок. За межею бідності перебувало 19,4 % осіб, у тому числі 23,7 % дітей у віці до 18 років та 10,7 % осіб у віці 65 років та старших.
Цивільне працевлаштоване населення становило 386 осіб. Основні галузі зайнятості: освіта, охорона здоров'я та соціальна допомога — 27,7 %, транспорт — 16,3 %, будівництво — 9,8 %, роздрібна торгівля — 8,5 %.